# Megapodiidae
Los talégalos (Megapodiidae), también conocidos como megápodos, son una familia de aves galliformes caracterizadas por sus comportamientos reproductivos únicos y su distribución restringida al sureste de Asia, Australia y algunas islas del Pacífico. El nombre "megápodo" proviene del griego mega (grande) y pous (pie), en referencia a sus patas robustas y adaptadas a la vida terrestre.

## Descripción
Los megápodos son aves de tamaño mediano a grande, con una longitud que varía entre los 28 y los 70 cm. Poseen un cuerpo compacto, una cabeza relativamente pequeña y patas poderosas que les permiten excavar con facilidad. Sus plumajes suelen ser oscuros, predominando colores marrones, negros o grisáceos, aunque algunas especies presentan piel desnuda o áreas de colores brillantes en la cabeza.
Estas aves son principalmente terrestres y se caracterizan por su limitada capacidad de vuelo. Pasan la mayor parte de su tiempo buscando alimento en el suelo, como insectos, semillas, frutas y otros materiales vegetales.

## Comportamiento reproductivo
Los talégalos son conocidos por su singular método de incubación, ya que no utilizan el calor corporal para empollar sus huevos. En lugar de ello, construyen nidos utilizando fuentes externas de calor, como:
- Montículos de tierra y vegetación: Las especies de mayor tamaño, como Alectura lathami, construyen grandes montículos de hasta varios metros de diámetro, donde depositan sus huevos. La descomposición de la materia orgánica genera el calor necesario para la incubación.
- Calor geotérmico: Algunas especies que habitan en regiones volcánicas, como Megapodius layardi, aprovechan el calor del suelo para incubar sus huevos.
- Calor solar: En las islas más pequeñas, los nidos pueden ser simples excavaciones en arena calentada por el sol.

Una vez que los polluelos emergen del cascarón, son completamente independientes, capaces de volar y sobrevivir sin ayuda parental.

## Distribución y hábitat
Los megápodos se distribuyen desde las islas del sudeste asiático, como Filipinas e Indonesia, hasta Australia, Nueva Guinea y varias islas del Pacífico. Prefieren hábitats boscosos y selvas tropicales, pero también pueden encontrarse en áreas abiertas, como playas, manglares y laderas volcánicas.

## Conservación
Muchas especies de megápodos enfrentan amenazas debido a la pérdida de hábitat, la caza y la recolección de sus huevos, que son valorados por su tamaño y sabor. Según la UICN, varias especies están clasificadas como vulnerables o en peligro de extinción. Los esfuerzos de conservación incluyen la protección de hábitats clave, la creación de reservas y programas de sensibilización para las comunidades locales.

## Taxonomía
La familia Megapodiidae incluye siete géneros reconocidos:
- Alectura Latham, 1824
- Aepypodius Oustalet, 1880
- Talegalla Lesson, 1828
- Leipoa Gould, 1840
- Macrocephalon S. Müller, 1846
- Eulipoa Ogilvie-Grant, 1893
- Megapodius Gaimard, 1823